# MeeGo
MeeGo was een Linux-gebaseerd opensource-besturingssysteem. Het besturingssysteem was in de eerste plaats gericht op mobiele apparaten en informatieapparaten in de markt voor consumentenelektronica, zoals netbooks, entry-level-desktops, nettops, tablet-computers, smartphones, mobiele computers en communicatie-apparaten. MeeGo was ook bedoeld voor andere embedded systemen zoals SmartTV / ConnectedTV en IPTV-boxen.

## Geschiedenis en ontwikkeling
MeeGo werd voor het eerst aangekondigd op het Mobile World Congress in februari 2010 door Intel en Nokia in een gezamenlijke persconferentie. Volgens Intel werd MeeGo ontwikkeld omdat Microsoft niet Windows 7 op een Atom-processor wilde ondersteunen. Aminocom en Novell speelden ook een grote rol in de MeeGo-ontwikkeling, met het werken met de Linux Foundation door op hun infrastructuur te bouwen. Amino was verantwoordelijk voor het uitbreiden van MeeGo op tv-inrichtingen, terwijl Novell in toenemende mate bezig is de technologie die oorspronkelijk is ontwikkeld voor openSUSE te introduceren. In november 2010 trad AMD ook toe tot de alliantie van bedrijven bezig met de ontwikkeling van MeeGo. MeeGo bood ondersteuning voor ARM- en Intel x86-processors met SSSE3. MeeGo's ontwikkeling werd georganiseerd door de Linux Foundation.
In 2012 verlieten de hoofdontwikkelaars van Meego, ingehuurd door Nokia, het project. Als gevolg daarvan wordt MeeGo aanzien als een stopgezet project.
Het MeeGo-project is door de open source community voortgezet in het Mer-project en vervolgens door Jolla (de reddingsboot, sloep, voor de bij Nokia vertrokken ontwikkelaars) doorontwikkeld in Sailfish OS.

## Versies
| Versie | Kernelversie | Uitgavedatum               | Codenaam   |
| ------ | ------------ | -------------------------- | ---------- |
| 1.0    | 2.6.33       | 26 mei 2010                | Arlington  |
| 1.0.1  | 2.6.33.5     | juli 2010                  | Boston     |
| 1.0.2  | 2.6.33.5     | 9 augustus 2010            | Cupertino  |
| 1.0.3  | 2.6.33.5     | 10 september 2010          | Dallas     |
| 1.0.4  | 2.6.33.5     | 12 oktober 2010            | Emeryville |
| 1.0.5  | Niet bekend  | 28 november 2010           | Fairbanks  |
| 1.0.6  | Niet bekend  | 4 januari 2011             | Georgetown |
| 1.0.7  | Niet bekend  | 24 februari 2011           | Honolulu   |
| 1.1    | 2.6.35       | 28 oktober 2010            | Irvine     |
| 1.1.1  | 2.6.35       | 28 november 2010           | Jefferson  |
| 1.1.2  | 2.6.35       | 7 januari 2011             | Knoxville  |
| 1.1.3  | 2.6.35       | 24 februari 2011           | Lakeside   |
| 1.1.99 | 2.6.35       | 24 februari 2011           | Mallard    |
| 1.2    | 2.6.35       | 19 mei 2011                | Newark     |
| 1.3    | 2.6.35       | oktober 2011 (geannuleerd) | Otsego     |

| Kleur | Betekenis                        |
| ----- | -------------------------------- |
| Rood  | Niet-ondersteunde versie         |
| Groen | Laatste versie                   |
| Blauw | Toekomstige versie (geannuleerd) |

## Licenties
MeeGo was een complex project waar veel leveranciers en organisaties bij betrokken zijn. Het licentiebeleid wordt vooral gedocumenteerd op de MeeGo License Policy pagina. De licenties van door MeeGo ontwikkelde technologieën, zoals snel-boot, kracht- en snelheidsoptimalisaties zijn belangrijk voor afgeleide producten en projecten. De fast-boot-technologie bijvoorbeeld bestaat voornamelijk uit de snelle en kleine SYSLINUX-bootloader.